# Groppen
Die Groppen (Cottidae) sind eine Familie der Knochenfische. Sie leben in kalten Süßgewässern der Nordkontinente, die meisten Arten endemisch im sibirischen Baikalsee. Lediglich die Gattung Leptocottus kommt im Meer vor, an der Küste des nördlichen Pazifik. Die meisten der zahlreichen weiteren marinen Gattungen, die ursprünglich zu den Groppen gezählt wurden, wurden in einer Revision der Systematik der Cottoidei in die Familie der Dickkopf-Groppen (Psychrolutidae) überführt. Dagegen wurden die ursprünglich eigenständigen Familien (Abyssocottidae, Comephoridae und Cottocomephoridae) zugeordneten Groppen des Baikalsees in die Familie der Groppen gestellt.
Zu den Groppen gehört als bekannteste und einheimische Art die Groppe (Cottus gobio). Weitere in Deutschland vorkommende Arten sind die Scheldegroppe (Cottus perifretum) und die Rheingroppe (Cottus rhenanus).

## Merkmale
Groppen haben einen gedrungenen, schuppenlosen Körper, der sich hinten stark verjüngt. Der große Kopf ist oft abgeplattet, teilweise gepanzert und trägt Stacheln. Erwachsene Tiere besitzen keine Schwimmblase. Die Augen sind meist groß und sitzen hoch am Kopf, ein Seitenlinienorgan ist vorhanden. Die weit vorn liegenden Bauchflossen werden von einem Hart- und zwei bis fünf Weichstrahlen gestützt. Groppen haben zwei Rückenflossen und werden 6 bis 46 (Leptocottus armatus) Zentimeter lang. Die Branchiostegalmembranen sind am Isthmus zusammengewachsen.

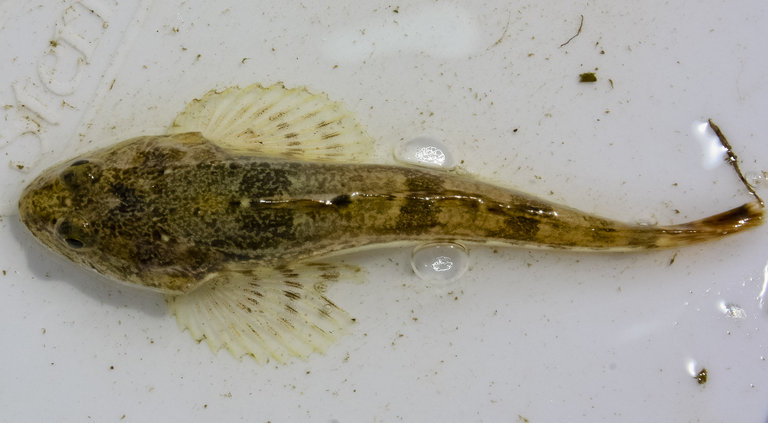
Cottus asper

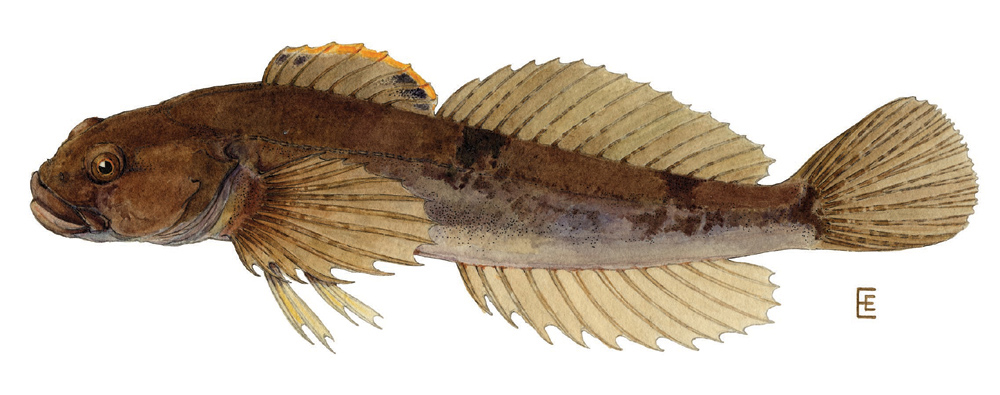
Cottus cognatus

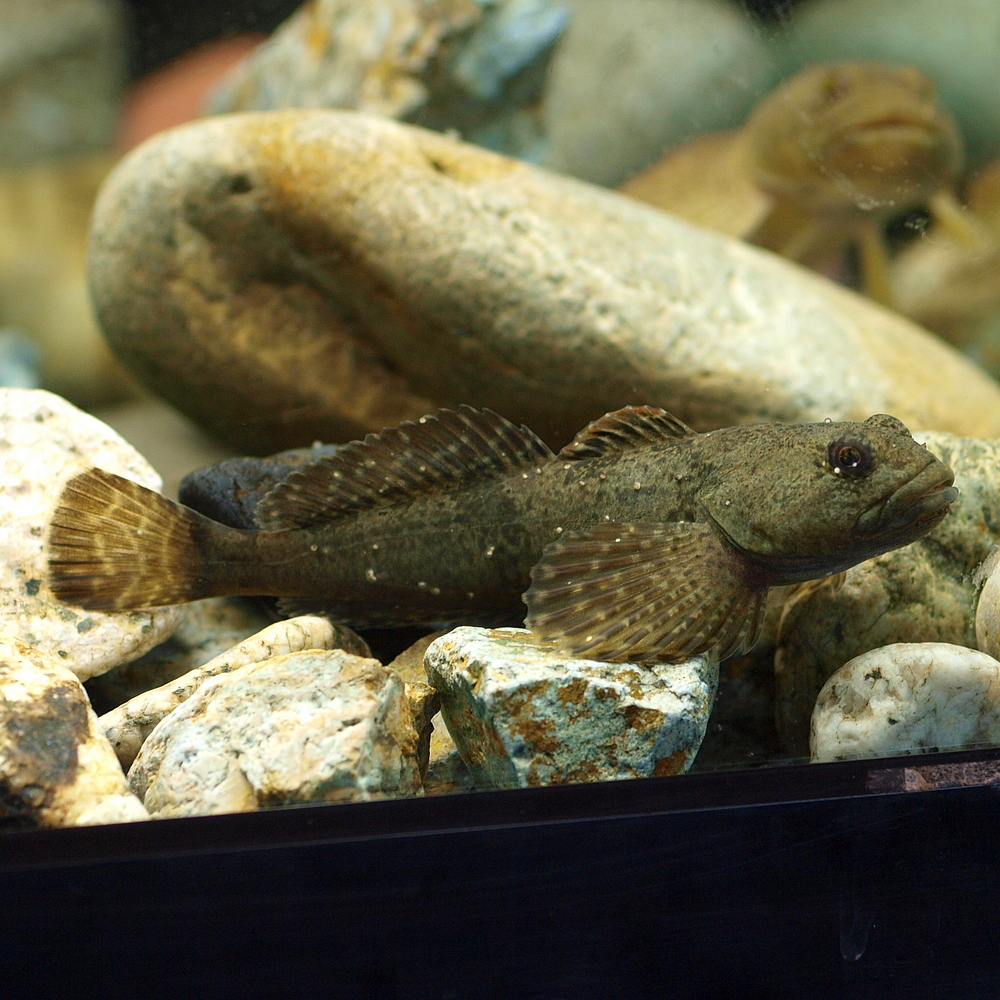
Cottus nozawae

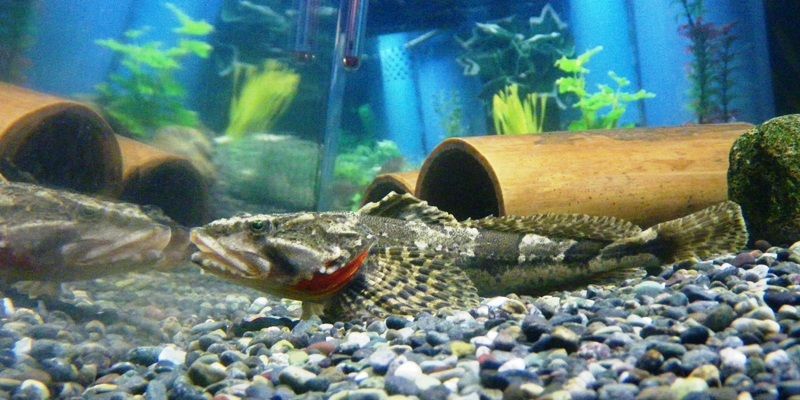
Trachidermus fasciatus

## Gattungen und Arten
Es gibt etwa 20 Gattungen und über 120 Arten.

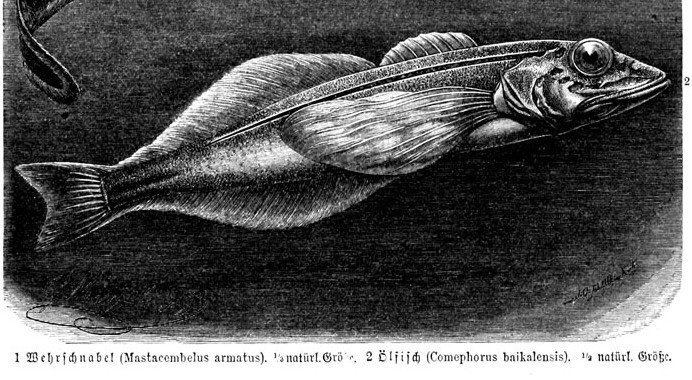
Großer Baikal-Ölfisch, Zeichnung aus Brehms Tierleben.

- Gattung Cottus Linnaeus, 1758; Typusgattung
- Gattung Leptocottus Girard, 1854
  - Leptocottus armatus Girard, 1854
- Gattung Mesocottus Gratzianov, 1907
  - Mesocottus haitej (Dybowski, 1869)
- Gattung Rheopresbe Jordan & Starks, 1904[6]
  - Rheopresbe kazika (Jordan & Starks), 1904
- Gattung Trachidermus Heckel, 1837, anadrom
  - Trachidermus fasciatus Heckel, 1837
- Baikalgroppen[7]
  - Gattung Abyssocottus
    - Abyssocottus elochini Taliev, 1955.
    - Abyssocottus gibbosus Berg, 1906.
    - Abyssocottus korotneffi Berg, 1906.

  - Gattung Asprocottus
    - Asprocottus abyssalis Taliev, 1955.
    - Asprocottus herzensteini Berg, 1906.
    - Asprocottus intermedius Taliev, 1955.
    - Asprocottus korjakovi minor Sideleva, 2001.
    - Asprocottus minor Sideleva, 2001.
    - Asprocottus parmiferus Taliev, 1955.
    - Asprocottus platycephalus Taliev, 1955.
    - Asprocottus pulcher Taliev, 1955.

  - Gattung Batrachocottus
    - Batrachocottus baicalensis  (Dybowski, 1874)
    - Batrachocottus multiradiatus  Berg, 1907
    - Batrachocottus nikolskii  (Berg, 1900)
    - Batrachocottus talievi  Sideleva, 1999

  - Gattung Baikal-Ölfische (Comephorus, Lacépède, 1800)
    - Großer Baikal-Ölfisch (Comephorus baikalensis) (Pallas, 1776)
    - Kleiner Baikal-Ölfisch (Comephorus dybowskii) Korotneff, 1904

  - Gattung Cottinella
    - Cottinella boulengeri (Berg, 1906).

  - Gattung CottocomephorusCottocomephorus grewingkii

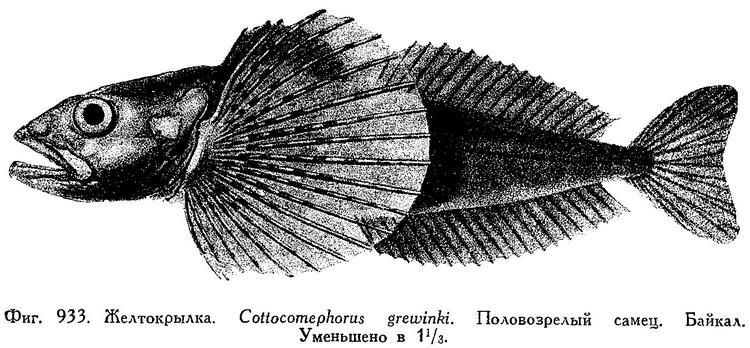
Cottocomephorus grewingkii

    - Cottocomephorus alexandrae  Taliev, 1935
    - Cottocomephorus grewingkii  (Dybowski, 1874)
    - Cottocomephorus inermis  (Yakovlev, 1890)

  - Gattung Cyphocottus
    - Cyphocottus eurystomus (Taliev, 1955).
    - Cyphocottus megalops (Gratzianov, 1902).

  - Gattung Leocottus
    - Leocottus kesslerii  (Dybowski, 1874)

  - Gattung Limnocottus
    - Limnocottus bergianus Taliev, 1935.
    - Limnocottus godlewskii (Dybowski, 1874).
    - Limnocottus griseus (Taliev, 1955).
    - Limnocottus pallidus Taliev, 1948.

  - Gattung Neocottus
    - Neocottus thermalis Sideleva, 2002.
    - Neocottus werestschagini (Taliev, 1935).

  - Gattung Paracottus
    - Paracottus knerii  (Dybowski, 1874)

  - Gattung ProcottusProcottus major
    - Procottus gotoi Sideleva, 2001.

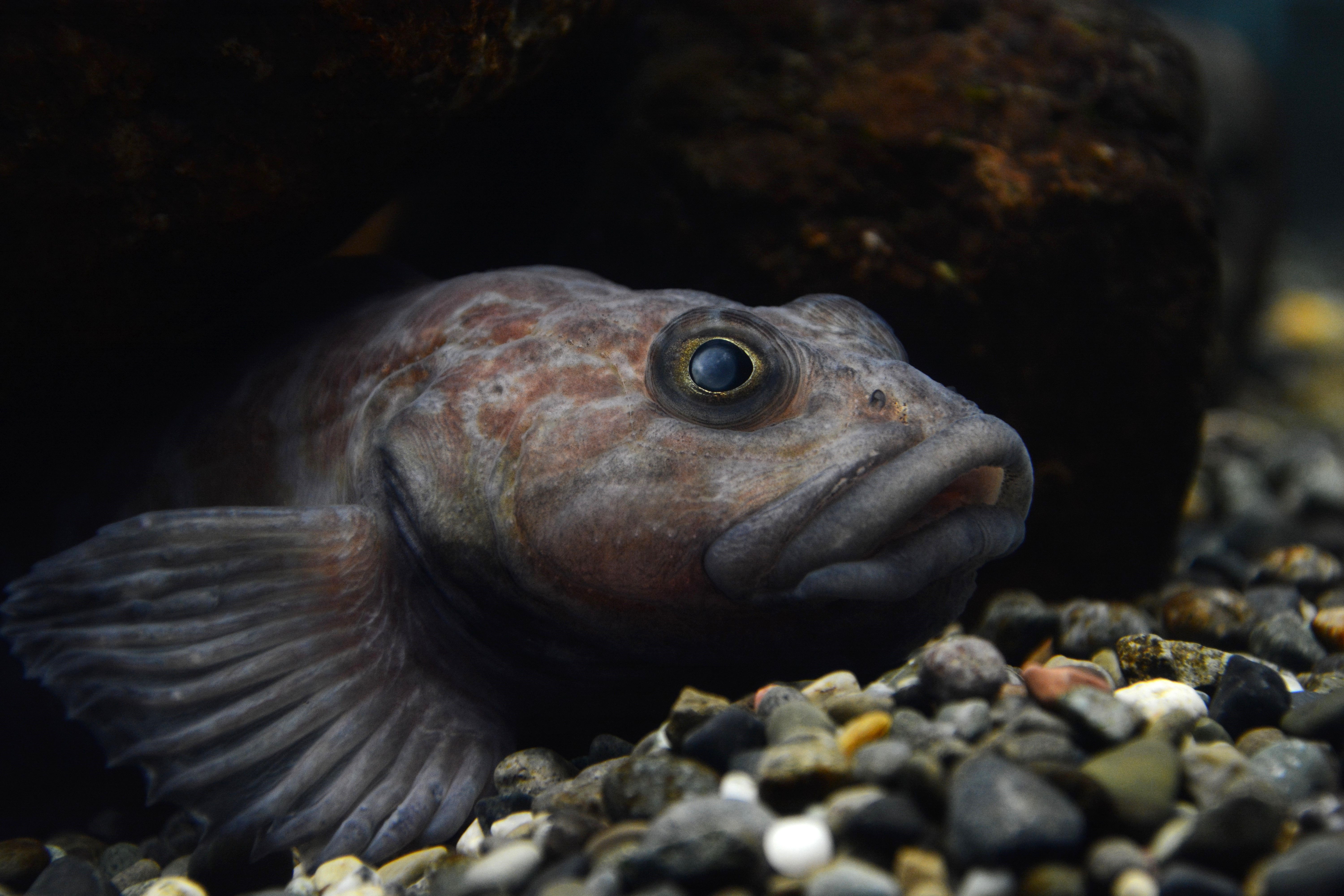
Procottus major

    - Procottus gurwicii (Taliev, 1946).
    - Procottus jeittelesii (Dybowski, 1874).
    - Procottus major Taliev, 1949.